# 茨城県庁
茨城県庁（いばらきけんちょう）は、地方公共団体である茨城県の行政機関（役所）である。

## 沿革
- 1869年 - 葛飾県、若森県、宮谷県を設置。
- 1871年 - 廃藩置県により水戸県、松岡県、宍戸県、笠間県、下館県、下妻県、麻生県、石岡県、土浦県、志筑県、牛久県、松川県、龍崎県、結城県、古河県を設置。同年、府県の統合により茨城県（水戸県、松岡県、宍戸県、笠間県、下館県、下妻県）、新治県（若森県、麻生県、石岡県、土浦県、志筑県、牛久県、松川県、龍崎県、多古県、小見川県、高岡県、宮谷県の常陸・下総国管轄地）、印旛県（葛飾県、結城県、古河県、関宿県、佐倉県、生実県、曾我野県）を設置。
- 1872年 - 弘道館裏に県庁を設置。大区・小区制を施行。
- 1873年 - 印旛県を千葉県に編入。
- 1876年 - 新治県が廃止され、その大部分と千葉県の一部を編入。
- 1878年 - 郡役所を設置。
- 1879年 - 第1回県会を開会。
- 1882年 - 当時の新県庁舎が落成。
- 1889年 - 市制・町村制を施行。
- 1895年 - 千葉県との境界を変更し現在の県区域となる。
- 1896年 - 郡制を施行。
- 1900年 - 農事試験場を設置。
- 1904年 - 県立図書館を開館。
- 1911年 - 米の県営検査を開始。
- 1923年 - 郡制が廃止されたが、郡役所、郡長は1926年まで存続。
- 1929年 - 県内で陸軍特別大演習が実施。大本営が県庁内に置かれる[1]。
- 1930年 - 先代の茨城県庁舎が竣工（現・三の丸庁舎）。
- 1947年 - 初の公選知事友末洋治が就任。
- 1974年
  - 県歴史館を開館。
  - 10月19日 - 第29回国民体育大会に出席するために来県した天皇、皇后が県庁に行幸[2]。
- 1985年 - 県武道館を開館。
- 1988年 - 県近代美術館を開館。
- 1997年 - 県天心記念五浦美術館を開館。
- 1999年 - 県新庁舎が水戸市笠原町に完成し移転。

## 組織
下の[表示]をクリックすると一覧を表示。2019年4月1日現在。
- 知事
  - 副知事
    - 総務部
      - 総務課、行政経営課、人事課、財政課、管財課、税務課、総務事務センター、報道・広聴課、市町村課、知事公室秘書課
      - 自転車競技事務所、自治研修所、県税事務所［水戸・常陸太田・行方・土浦・筑西］［支所、自動車税分室］、県民センター［県北（日立商工労働センター）・鹿行・県南・県西］

    - 政策企画部
      - 政策調整課、計画推進課、地域振興課、情報システム課、水・土地計画課、統計課、県北振興局、交通政策課、空港対策課

    - 県民生活環境部
      - 生活文化課、女性活躍・県民協働課、国際交流課、自然環境課、環境対策課、廃棄物対策課、オリンピック・パラリンピック課
      - 消費生活センター

    - 防災危機管理部
      - 防災・危機管理課、消防安全課、原子力安全対策課
        - 消防学校、環境放射線監視センター

    - 保健福祉部
      - 厚生総務課、福祉指導課、健康・地域ケア推進課、疾病対策課、生活衛生課、医療政策課、医療人材課、薬務課、長寿福祉推進課、障害福祉課
      - 子ども政策局
        - 少子化対策課、子ども未来課、青少年家庭課

      - 保健所［水戸・ひたちなか・常陸大宮・日立・鉾田・潮来・竜ケ崎・土浦・つくば・筑西・常陸・古河］、衛生研究所、医療大学、福祉相談センター［児童分室（日立・鹿行）］、福祉事務所［県北・県中・県南・県西］、看護専門学校（中央）、婦人相談所、婦人保護施設（若葉寮）、児童相談所［中央・土浦・筑西］、児童自立支援施設（茨城学園）、精神保健福祉センター、障害者支援施設（リハビリテーションセンター）、食肉衛生検査所［県北・県南（取手分室）・県西］、

    - 産業戦略部
      - 産業政策課、中小企業課、労働政策課、技術革新課、科学技術振興課、産業立地課、産業基盤課、土地販売推進課
      - 計量検定所、産業技術イノベーションセンター、産業技術専門学院　(水戸、日立、土浦、鹿島)、産業技術短期大学校　(県立IT短大)

    - 農林水産部
      - 農業政策課、産地振興課、畜産課、農業経営課、農業技術課、林政課、林業課、漁政課、水産振興課
      - 農地局
        - 農村計画課、農地整備課

      - 農林事務所［県北（常陸大宮地域農業改良普及センター、高萩土地改良事務所）・県央（笠間域農業改良普及センター）・鹿行（行方地域農業改良普及センター）・県南（稲敷・つくば地域農業改良普及センター、稲敷土地改良事務所）・県西（結城・坂東地域農業改良普及センター、境土地改良事務所）］、肥飼料検査所、病害虫防除所、家畜保健衛生所［県北・鹿行・県南・県西］、畜産センター［支所（肉用牛研究所・養豚研究所）］、農業総合センター［支所（農業研究所・農業研究所水田利用研究室・特産指導所・農業大学校・農業大学校園芸部）］、林業技術センター、霞ヶ関北浦水産事務所、水産試験場［支所（漁業無線局・内水面支場）］

    - 土木部
      - 監理課、用地課、検査指導課、道路建設課、道路維持課、河川課、港湾課、営繕課
      - 土木事務所［水戸・常陸大宮（大子工務所）・潮来・土浦（つくば支所）・筑西］、工事事務所［常陸太田・高萩・鉾田・竜ケ崎・常総・境］、港湾事務所［茨城（日立港区事業所・大洗港区事業所）・鹿島］、下水道事務所［鹿島・那珂久慈流域・霞ケ浦流域（利根浄化センター）・県西流域］、流域下水道水質管理センター
      - 都市局
        - 都市計画課、都市整備課、下水道課、建築指導課、住宅課

  - 会計管理者
    - 会計事務局
      - 会計管理課
- 行政委員会
  - 教育委員会
    - 教育庁（事務局）
      - 総務課、財務課、義務教育課、高校教育課、特別支援教育課、生涯学習課、保健体育課、福利厚生課、文化課
      - 教育事務所［水戸・県北・鹿行・県南・県西］
      - 中学校、高等学校、中等教育学校、特別支援学校、
      - 図書館、近代美術館［分館（つくば・天心記念五浦）］、陶芸美術館、自然博物館、教育研修センター

  - 公安委員会
    - 茨城県警察本部

  - 選挙管理委員会 - 事務局
  - 人事委員会 - 事務局 - 総務課、職員課
  - 監査委員 - 事務局 - 監査第一課、監査第二課、
  - 労働委員会 - 事務局 - 総務調整課・審査課
  - 収用委員会 - 事務局
  - 海区漁業調整委員会 ［茨城・霞ケ浦北浦］- 事務局
  - 内水面漁場管理委員会 - 事務局
- 公営企業
  - 企業局
    - 総務課、業務課、施設課
    - 県南水道事務所［利根川浄水場・阿見浄水場］、鹿行水道事務所［鰐川浄水場］、県西水道事務所［新治浄水場・水海道浄水場］、県中央水道事務所［那珂川浄水場・涸沼川浄水場］、水質管理センター、つくばヘリポート管理事務所

  - 病院局
    - 経営管理課
    - 病院［中央・こころの医療センター］